# 藤原良一
藤原 良一（ふじわら よしかず、1935年（昭和10年）3月8日 - ）は、日本の官僚。元国土事務次官。

## 来歴
1960年（昭和35年）京都大学農学部卒業。国土庁土地局次長、土地局長、長官官房長を経て、1992年（平成4年）国土事務次官に就任。
1993年（平成5年）に退官後、1996年（平成8年）本州四国連絡橋公団総裁、2000年（平成12年）建設業振興基金理事長を歴任、2001年（平成13年）から東日本建設業保証社長。2008年（平成20年）の春の叙勲で瑞宝重光章を受章。

## 略歴
- 1959年（昭和34年）9月25日 国家公務員採用上級試験（経済）合格
- 1960年（昭和35年） 京都大学農学部農林経済学科卒業
- 1970年（昭和45年）7月16日 茨城県開発部鹿島開発第一課長
- 日本道路公団総務部総務課長
- 1978年（昭和53年）1月20日 九州地方建設局総務部長
- 1980年（昭和55年）6月10日 自治大臣官房地域政策課長
- 1982年（昭和57年）6月15日 建設省計画局建設業課長兼計画局建設業課紛争調整官
- 1984年（昭和59年）6月16日 建設省都市局都市総務課長
- 1985年（昭和60年）10月1日 建設大臣官房人事課長
- 1987年（昭和62年）6月16日 国土庁土地局次長
- 1987年（昭和62年）11月17日 内閣官房内閣内政審議室内閣審議官併任
- 1989年（平成元年）7月11日 国土庁土地局長
- 1991年（平成3年）6月14日 国土庁長官官房長
- 1992年（平成4年）6月23日 国土事務次官
- 1993年（平成5年）7月2日 退官
- 1996年（平成8年）1月 本州四国連絡橋公団総裁
- 2000年（平成12年）8月 財団法人建設業振興基金理事長
- 2001年（平成13年）6月 東日本建設業保証株式会社取締役社長
- 2008年（平成20年）4月29日 授瑞宝重光章

| スタブアイコン | サブスタブ | この項目は、まだ閲覧者の調べものの参照としては役立たない、人物に関連した書きかけの項目です。この項目を加筆・訂正などしてくださる協力者を求めています（P:人物伝/PJ:人物伝）。 |